# Marco Ricca
Marco Antonio Ricca (San Paolo, 28 novembre 1962) è un attore e produttore cinematografico brasiliano.
Ha lavorato al cinema, a teatro e in televisione.

## Biografia
Italo-brasiliano di San Paolo, è fratello e socio in affari del produttore cinematografico Giuliano Ricca, sparito nel nulla nel 2014 a seguito di un incidente automobilistico.
Marco Ricca è salito alla ribalta internazionale svolgendo un ruolo importante nel film 4 giorni a settembre, che è stato candidato all'Oscar per il miglior film straniero. In Italia è noto per aver preso parte alla telenovela La forza del desiderio e alla miniserie Vento di passione.
Molto attivo anche sulle scene teatrali, si è fatto apprezzare soprattutto come interprete scespiriano (Amleto, Riccardo III).

## Vita privata
Si è sposato due volte: la sua prima moglie è stata la collega Adriana Esteves, da cui ha poi divorziato. La coppia ha messo al mondo un figlio. Nel 2007 Ricca si è unito in matrimonio con la modella Luli Miller.

## Filmografia parziale

### Televisione
- La forza del desiderio (Força de um desejo) - serie TV, (1999-2000)
- Vento di passione - serie TV, (Aquarela do Brasil) (2000)
- Paraíso Tropical - serie TV, (2006)
- Hebe: A Estrela do Brasil - serie TV, (2019)
- Órfãos da Terra - serie TV, (2019)
- Senna - miniserie televisiva, regia di Vicente Amorim e Julia Rezende (2024)

### Cinema
- 4 giorni a settembre, regia di Bruno Barreto (1997)
- Romeo e Giulietta finalmente sposi, regia di Bruno Barreto (2005)